# Armando Rodríguez Sosa
Armando Rodríguez Sosa (Mérida, Yucatán, 1 de mayo de 1929-28 de julio de 2013), fue un compositor y cantante exponente del estilo de la trova yucateca.
Escribió más de treinta canciones, de las cuales la más conocida fue “Feliz Aniversario” siendo esta popularizada por el trío Los Condes.
Participó en 1976 en el Festival-Concurso de la Canción Yucateca en el cual su composición titulada Nuestro Amor fue premiada con el segundo lugar.  Su labor como difusor y compositor de la trova yucateca le fue reconocida al ser incluido en el Diccionario de la canción popular de Yucatán, editado por el Gobierno del Estado en el año 2010 y en enero de 2019, el Consejo Directivo del Museo de la Canción Yucateca aprobó la develación del retrato al óleo del compositor.
Falleció de muerte natural en el hospital CMA de Mérida a los 84 años.

## Biografía

### Primeros años

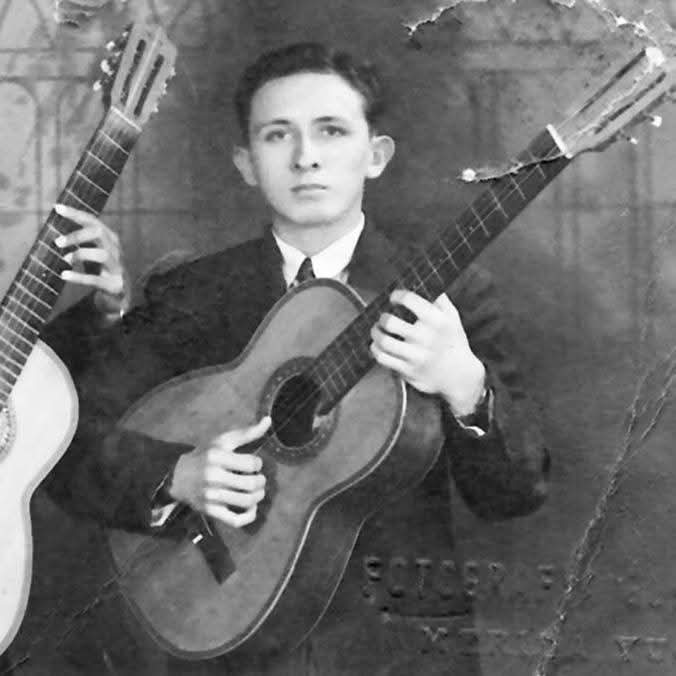
El joven cantautor

Nació el 1 de mayo de 1929 en la ciudad de Mérida, Yucatán, México donde a muy temprana edad aprendió a tocar la guitarra y a cantar bajo las enseñanzas de su padre. Estudió hasta el cuarto año de primaria y nunca tomó clases de música ni aprendió a leer o escribir notas. En cambio, poseía un oído absoluto que le permitía componer canciones, tocar y cantar cualquier tema que escuchara.
En su adolescencia formó un dueto con su hermano René, con el cual llegó a actuar profesionalmente en la radio yucateca en el programa La Hora del teléfono libre, de la XHFCY-FM, en el que complacían al público interpretando todo tipo de canciones de los compositores de la época de oro de la trova yucateca, como lo fueron Guty Cárdenas, Ricardo Palmerín y Pepe Domínguez, así como de otros grandes compositores mexicanos como  Agustín Lara, María Greever y Consuelo Velázquez, entre otros.
Al mismo tiempo comenzó su etapa de compositor, habiendo compuesto más de 30 canciones a lo largo de toda su vida. Una de sus primeras composiciones “ Nuestra Canción” servía de introducción al citado programa radiofónico. Durante esa época, los Hermanos Rodríguez, fueron considerados prodigios, ya que a pesar de su corta edad (13 y 14 años), lograron interpretar un gran repertorio de canciones con gran calidad vocal y musical.
Fue el guitarrista acompañante del poeta, músico e historiador José Díaz Bolio en Yucatán.
En 1945 se hace novio de Sarita Angulo, quien sería desde entonces la musa a la que compuso numerosas canciones. Gran parte de su obra musical se remonta a ese tiempo en el que el amor llenó su corazón.

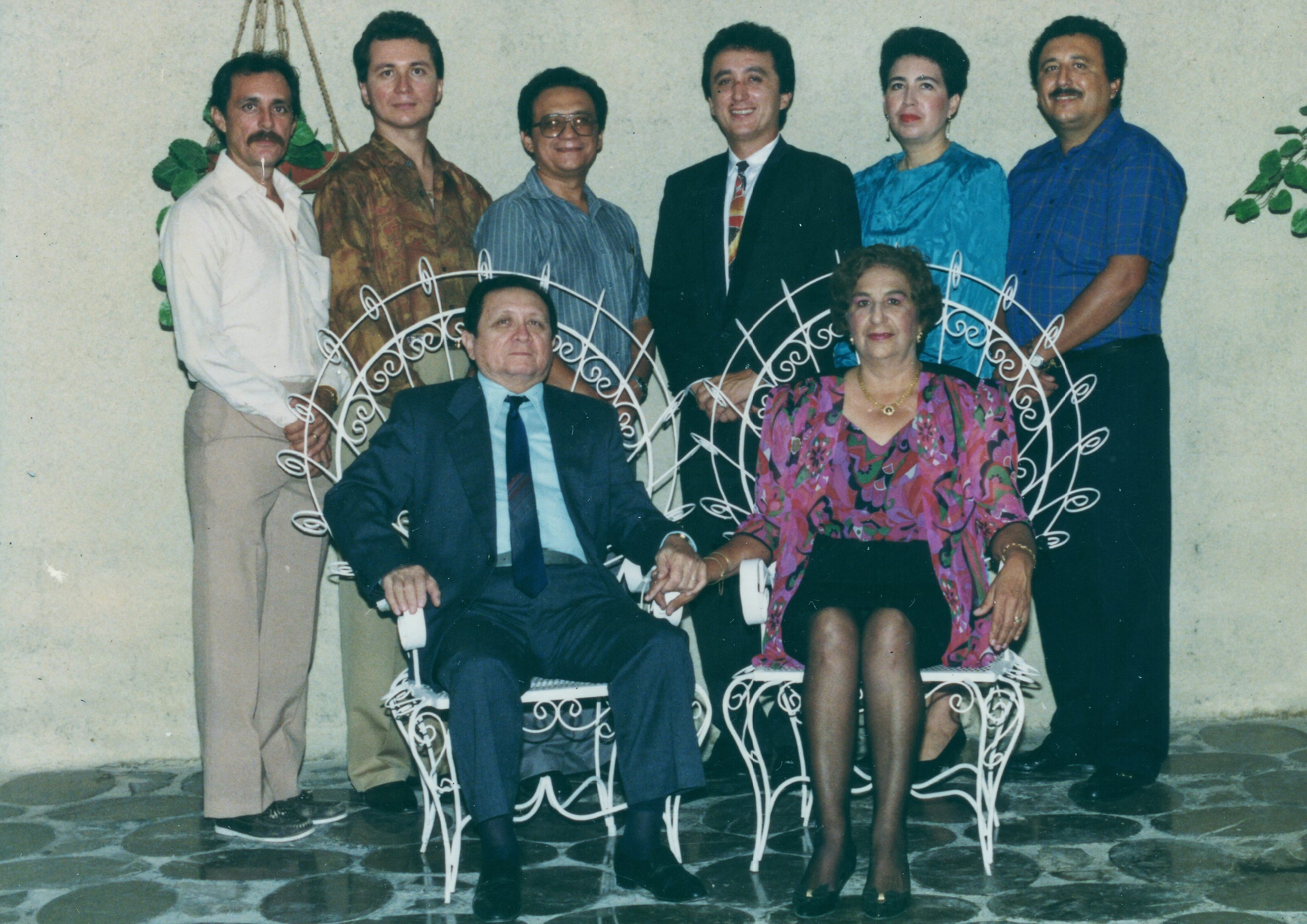
Armando Rodríguez Sosa con su familia.

En 1952 contrajo matrimonio y al formar familia, no volvió a actuar profesionalmente, pero no dejó de cantar ni de componer canciones.Trabajó de tiempo completo en la  la Fábrica de Galletas Dondé, empresa a la que le dedicaría toda su vida laboral de más de 60 años.
En 1972, el famoso trío yucateco Los Condes escucha su canción "Feliz Aniversario", tema que le compuso a su esposa al cumplir diez años de casados en 1962, y la incluye en uno de sus discos y a partir de entonces, dicho tema es difundido regional y nacionalmente y pasa a formar parte indispensable del repertorio básico de todos los tríos del sureste.
En 1976, participó en el Festival-Concurso de la Canción Yucateca en el cual una de sus composiciones titulada "Nuestro Amor" fue premiada con el segundo lugar.
En marzo de 2004, el trío Los Condes incluye esta canción como uno de sus grandes éxitos, en el concierto de su XXXV Aniversario, efectuado en el Teatro José Peón Contreras de Mérida.
En el año 2005, la soprano yucateca Claudia Rodríguez, nieta del compositor, comienza el rescate de las canciones de su abuelo incluyendo en su presentación dentro del programa del Festival Cervantino en Guanajuato, el tema “Nuestra Canción”, que con arreglo para piano realizado por el músico yucateco Pedro Carlos Herrera, es interpretado en la mencionada presentación.
La importante difusión y continua interpretación de la canción "Feliz Aniversario", hace que Armando Rodríguez Sosa sea reconocido por el investigador musical yucateco Luis Pérez Sabido, como trovador y compositor, incluyéndolo en el Diccionario de la canción popular de Yucatán, editado por el Gobierno del Estado en el año 2010, haciendo constar parte de su vida y obra en la página 362.
El compositor falleció de muerte natural en el hospital CMA de Mérida a los 84 años en el 2013.

### Grabaciones de la obra y conciertos de homenaje
En el año de su fallecimiento, la citada soprano incluye el tema “Si fuera yo” en su recital “Rayito de Sol” efectuado en el Teatro Degollado de Guadalajara, Jalisco. En ese mismo año realiza la presentación en Guadalajara y Mérida del programa músico audiovisual “Esencia de mi Tierra”, e incluye en él la canción de su abuelo: “Nuestro Amor”. El espectáculo es llevado en los años 2015 y 2016, a una gira europea, que con el acompañamiento del guitarrista yucateco Cecilio Perera, es presentado en la República Checa, Alemania, Portugal, España, Irlanda e Italia.
En el año 2014, fue grabado el primer disco titulado "El Cantor", el cual contiene el tema "Feliz Aniversario" y otras nueve canciones, contando con los arreglos, interpretación y dirección musical del músico yucateco José Marrufo Mena, y en el que participan la soprano yucateca Claudia Rodríguez, la pianista Yuleidis Lima, la saxofonista Gabriela Ruz, el violinista Gabriel Velázquez y su mariachi Metamorfosis, la flautista Zendra White y La Marimba Lira de Pichucalco, entre otros.
El disco fue presentado en enero de 2015 en el teatro Fantasio de Mérida, contando para la interpretación de las canciones con el grupo Los Juglares y varios artistas invitados, entre ellos los hijos del compositor Daniel y Gabriel Rodríguez, así como sus nietos Claudia y Ruddy Rodríguez.
En junio de 2015, el disco fue presentado dentro del programa Primavera Cultural Yucatán, contando en esta ocasión para la interpretación de las canciones con el grupo Yahal Kab, dirigidos por el Mtro. Ricardo Vega Díaz.
En julio de 2015, se llevó a cabo la presentación del disco  en la Ciudad de México, en el foro cultural Casa del Tiempo de la UAM, en el que numeroso público capitalino pudo disfrutar de la obra de este compositor yucateco.
En enero de 2016 se presenta al público el segundo disco recopilatorio titulado "Hechizo de Mujer", con otros diez temas inéditos, en un concierto efectuado en el foro del Museo de la Canción Yucateca, contando de nuevo con la participación del grupo Los Juglares, Marilú Basulto, Mariachi Metamorfósis, y otros artistas invitados.
En marzo de 2016, el H. Consejo Directivo del Museo, recibe la solicitud para que  sea introducido en el recinto como miembro del importante grupo de creadores de Yucatán.
En noviembre de 2017, con el apoyo de la Coordinación de Cultura de la Universidad Autónoma de Yucatán, se lleva a cabo en el Teatro Universitario “Felipe Carrillo Puerto”, el concierto “Hechizo de Amor” en que la familia del compositor le rinde homenaje interpretando sus canciones. En dicho concierto se contó con la participación de sus hijos Ramón, Elsa, Ricardo, Gabriel y Luis Rodríguez Angulo; su bisnieto Diego Rodríguez Ruz; la cantante Maydel García y el Trío Trovemia.
En el año 2018, el grupo Los Juglares, incluye los temas "Te quisiera decir" y "Feliz aniversario" en su disco “GRANDES ÉXITOS, Un viaje por el tiempo”.
En agosto de 2018 se lleva a cabo el concierto de presentación del Cancionero de Armando Rodríguez Sosa (1929-2013) en el Teatro Felipe Carrillo Puerto de la UADY, contando con la participación del Grupo Yahal kab, la soprano Claudia Rodríguez y el Trío Trovanova, con arreglos especiales para la ocasión realizados por el Mtro. Ricardo Vega Díaz. El cancionero contiene la presentación y análisis musicológico de la obra del compositor a cargo del Mtro. Álvaro Vega Díaz, la semblanza de su vida y obra y preservación de su legado, un mensaje de su nieta Claudia Rodríguez y 25 partituras elaboradas por el Mtro. Ricardo Vega Díaz con la línea melódica, tablatura guitarrística y letras de las canciones del autor.

### Develación del óleo

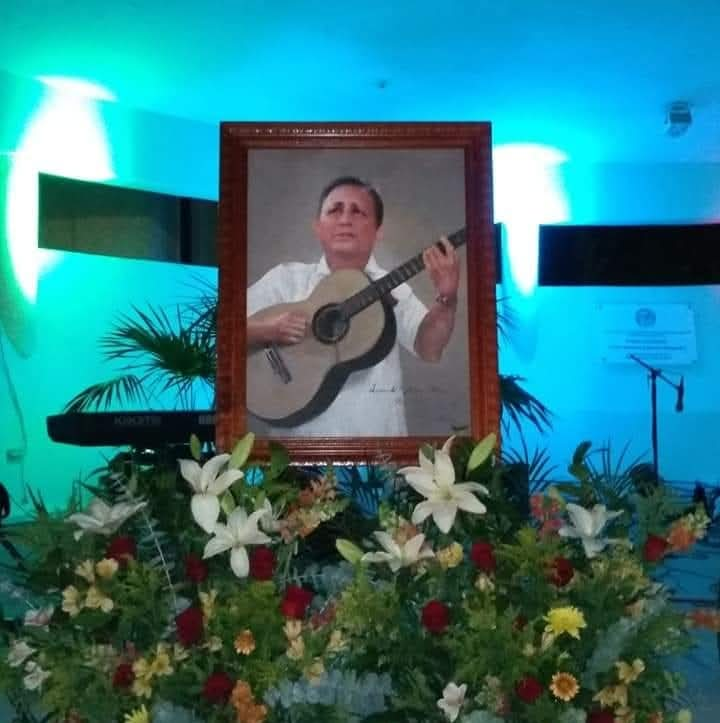
Óleo de Armando Rodríguez Sosa

En enero de 2019, el Consejo Directivo del Museo de la Canción Yucateca aprueba la develación del retrato al óleo del compositor. En mayo de ese año, y como parte de los festejos por el 90 aniversario de natalicio del compositor, se lleva a cabo el concierto para la develación del óleo en el propio museo, con la participación de los grupos Los Juglares y Yahal kab, así como de los intérpretes Beatriz Cervera, Emilio Rosado, Eduardo Vázquez y Gina Osorno quienes interpretan arreglos especiales de los temas del compositor.
Ese mismo año, la Orquesta Típica Yukalpetén incorpora a su repertorio los temas "La Xtabay" (danza maya) y "La promesa" (bambuco), las cuales son interpretadas en diversos conciertos y foros como lo son El Palacio de la Música y el Teatro José Peón Contreras en Mérida, Yucatán.
En mayo del 2022 se realiza el concierto para la develación de la placa conmemorativa de la canción Feliz aniversario, la cual es exhibida en los muros del Museo de la canción Yucateca. El evento contó con la participación del Dueto Marrufo-Rodríguez, así como la actuación estelar de la Orquesta Típica Yukalpetén, bajo la dirección del Mtro. Pedro Carlos Herrera, y los solistas Emma Alcocer, Maricarmen Pérez y Javier Alcalá, interpretando una selección de temas de la trova yucateca, así como cinco canciones del compositor homenajeado: "La Xtabay", "La promesa", "Feliz aniversario" y los estrenos de "Madre mía" y "El Cantor".
En febrero de 2023 se realiza la presentación del disco: Yahal kab interpreta al compositor Armando Rodríguez Sosa. El concierto tuvo lugar en el Palacio de la Música, habiéndose interpretado los 12 temas que componen el disco, con arreglos originales para el grupo Yahal kab de su director Mtro. Ricardo Vega Díaz.

### Discografía
- El Cantor. Cancionero de Armando Rodríguez Sosa Vol.1 (2015)
- Hechizo de Mujer. Cancionero de Armando Rodríguez Sosa Vol.2 (2016)
- Cancionero. Recopilación (2018)
- Yahal Kab Interpreta al compositor Armando Rodríguez Sosa (2023)

Listado de canciones:
Canciones para enamorar
- Canción de amor (bolero yucateco)
- Hechizo (bolero yucateco)
- La promesa (bambuco)
- Si fuera yo (bolero yucateco)
- Si yo pudiera (bambuco)
- Te quisiera decir (bolero romántico)

Canciones a la amada
- Feliz aniversario (bolero)
- Melodía inmortal (blues)
- Mil primaveras (bolero romántico)
- Nuestra canción (canción-bolero)
- Nuestro amor (bolero romántico)

Canciones de despecho y pena
- Calla tu pena (bolero)
- Capricho (clave)
- Dulce melodía (bolero)
- Dulce sacrificio (canción-bolero)
- Has vuelto (bolero)
- No hay mal que dure cien años (balada)
- Si acaso decides volver (bolero ranchero)
- Que seas muy feliz (bolero ranchero)
- Ven (danzonete)

Canciones a la mujer
- Claudia Josefina (bolero)
- La Xtabay (evocación maya)
- Madre mía (bolero yucateco)
- Mi morena (bolero-son)
- Quinceañera (bolero ranchero)
- Sueño azul (swing)

Canciones a la vida y al amor
- El cantor (bolero)
- Que cosa es el amor (bolero)
- Todo es amor (bolero-tango)

La interpretación de sus obras y diversos eventos relativos a sus homenajes han quedado plasmados en su canal de Youtube así como en las plataformas de apple music y spotify.